# Gunter Jacob
Gunter Jacob (* 6. Juni 1947 in Hinterhermsdorf) ist ein deutscher Maler, Zeichner und Grafiker.

## Leben und Werk
Jacob machte 1966 in Sebnitz das Abitur mit Berufsausbildung zum Kunstblumenhersteller. Von 1966 bis 1968 studierte er an der Fachschule für Angewandte Kunst Heiligendamm und anschließend bis 1973 bei Fritz Eisel und Gerhard Kettner an der Hochschule für Bildende Künste (HfBK) Dresden. Dort hatte er dann bis 1974 eine Aspirantur. 1974/1975 war er Meisterschüler bei Kettner und hatte er einen Lehrauftrag für Künstleranatomie. 1975/1976 war er Meisterschüler bei Paul Michaelis. Jacob unterhielt zur künstlerischen Arbeit partnerschaftliche Kontakte zu Kollektiven des VEB Kombinat Robotron, wovon z. B. das Tafelbild Ingenieurkollektiv der Datenverarbeitung (1978, Öl auf Hartfaser, 120 × 100 cm) zeugt.
Bis 1986 hatte Jacob einen Lehrauftrag für das künstlerische Grundlagenstudium und dann bis 2012 für künstlerisches Grundlagenstudium, historische Maltechniken und Gemäldekopie im Studiengang Restaurierung.
Jacob war bis 1990 Mitglied des Verbands Bildender Künstler der DDR. Bilder Jacobs wurden in der DDR von Institutionen und volkseigenen Betrieben erworben.

## Öffentliche Sammlungen mit Werken Jacobs (mutmaßlich unvollständig)
- Beeskow: Kunstarchiv Beeskow[2]
- Dresden: Galerie Neue Meister
- Dresden: Kunstfonds des Freistaats Sachsen[3]

## Weitere Werkbeispiele
- Dresden (1978, Tafelbild, 59 × 70 cm; Galerie Neue Meister)

- Liebespaar (1981, Kaseintempera/Öl, 100 × 70 cm)

## Ausstellungen (mutmaßlich unvollständig)

### Einzelausstellungen
- 1985: Dresden, Galerie der HfBK (Malerei und Grafik)
- 1987: Pirna
- 2003: Schwarzheide, Galerie des BASF Schwarzheide GmbH (Malerei und Zeichnung)

### Teilnahme an zentralen und wichtigen regionalen Ausstellungen in der DDR
- 1974, 1979 und 1985: Dresden, Bezirkskunstausstellungen
- 1974/1975 und 1980: Frankfurt/Oder („Junge Künstler '74. 1. Jahresausstellung junger bildender Künstler der DDR“ bzw. „Junge Künstler der DDR“)
- 1979: Berlin, Altes Museum („Jugend in der Kunst“)
- 1986: Cottbus, Staatliche Kunstsammlung („Soldaten des Volkes - dem Frieden verpflichtet. Kunstausstellung zum 30. Jahrestag der Nationalen Volksarmee“)
- 1987/1988: Dresden, X. Kunstausstellung der DDR